# Grisou (film, 1923)
Pour les articles homonymes, voir Grisou (homonymie).
Grisou (titre original : Schlagende Wetter) est un film muet naturaliste allemand réalisé par Karl Grune, sorti en 1923. 

## Synopsis
Deux rivaux s'affrontent au fond d'une mine.

## Fiche technique
- Titre : Grisou
- Titre original : Schlagende Wetter
- Réalisation : Karl Grune
- Scénario : Julius Urgiß (en), Max Jungk
- Cinématographie : Karl Hasselmann
- Direction artistique : Karl Görge
- Costumes : Ernö Metzner
- Pays de production :  République de Weimar
- Producteur : Willy Lehmann
- Société de production : Stern-Film
- Distribution : Universum Film
- Format : Noir et blanc - 1,33:1 -
- Genre : Drame
- Durée : 40 minutes
- Dates de sortie :
  - République de Weimar : 20 janvier 1923
  - France : 27 septembre 2010
- Musique : dans sa version télévisée, le film comprend une musique composée par Georg Gräwe, jouée par l'Orchestre symphonique de la WDR de Cologne, sous la direction de Winfried Fechner[1].

## Distribution
- Liane Haid
- Walther Brügmann
- Carl de Vogt
- Adele Reuter-Eichberg
- Fritz Kampers
- Charles Lincoln
- Hermann Vallentin
- Leonhard Haskel
- Eugen Klöpfer